# 27才・LOVE気分
『27才・LOVE気分』（にじゅうななさいラブきぶん）は、1988年1月6日から同年3月23日まで日本テレビ系列の『水曜ドラマ』枠で放送されたテレビドラマ。全12話。
20代後半の銀行員・りり子を中心に、女と男の幸せ探しの物語が展開する。

## キャスト
- 内田りり子：岸本加世子
- 内田松男（りり子の父）：長門裕之
- 松村浩一：三浦洋一
- 高野弥生（キャリアウーマン）：片平なぎさ
- 倉田悦子（未婚の母）：斉藤慶子
- 定代：熊谷真実
- あや：蜷川有紀
- 恵美（劇団員）：田中美佐子
- 浦部譲治：川野太郎 - りり子の高校時代の初恋の人
- 日比野：地井武男
- 内田昌也（りり子の弟）：清水宏次朗
- 美香（昌也の恋人）：井森美幸
- 京太（定代の夫）：中西良太
- 森山富代：田島令子
- 森山春彦（富代の息子）：高野友之
- 菊沢：五代高之
- 葉子：高樹沙耶
- 編集長・平野：土田早苗
- 岩崎（広告代理店担当者）：京本政樹
- 朝本千可（本人役、第7話ゲスト）※りり子の同級生役として出演
- 武田修宏（本人役、第8話ゲスト）
- 内田礼子（りり子の母）：加藤治子
- ほか

## スタッフ
- 制作：中島忠史
- プロデューサー：平林邦介
- 脚本：岩間芳樹（全話）
- 音楽：大谷和夫（演奏：朝本千可）
- 音楽ディレクター：鈴木清司
- 効果：倉橋静男
- 演出：田中知己、吉野洋、佐藤東弥
- 製作・著作：日本テレビ

## 音楽
- 主題歌「シンデレラの憂鬱」 歌：川島みき（ソニー・ミュージック 07SH-2034 作詞・麻生圭子、作曲・都志見隆、編曲・新川博）
- 挿入歌「ジクゾーパズルのDay Dream」 歌：清水宏次朗

## 放送日程
| 話数 | 放送日       | サブタイトル | 演出     |
| ---- | ------------ | ------------ | -------- |
| 1    | 1988年1月6日 | りり子       | 田中知己 |
| 2    | 1月13日      | 退職         | 田中知己 |
| 3    | 1月20日      | 青春         | 佐藤東弥 |
| 4    | 1月27日      | 寝る         | 吉野洋   |
| 5    | 2月3日       | 不始末       | 吉野洋   |
| 6    | 2月10日      | 女の契約     | 田中知己 |
| 7    | 2月17日      | 男嫌い       | 佐藤東弥 |
| 8    | 2月24日      | 抱いて       | 吉野洋   |
| 9    | 3月2日       | 自殺！       | 田中知己 |
| 10   | 3月9日       | 結婚         | 吉野洋   |
| 11   | 3月16日      | 離婚         | 佐藤東弥 |
| 12   | 3月23日      | プロポーズ   | 田中知己 |

## 備考
主人公の名前は、新聞などではひらがなで「りり子」と表記されているが、別文献『1980年代全ドラマ・クロニカル』ではカタカナ入りの「リリ子」表記になっている。